# 黄初
黄初（こうしょ）は、三国時代、魏の文帝曹丕の治世に行われた最初の元号である。220年 - 226年。
五行説では黄色は「土」を表し「火徳」の漢王朝の後を継ぐのは「土徳」の王朝であるという当時の認識から（例：「黄巾の乱」）、「土徳」の始まりという意味で「黄初」と制定された。

## 出来事
- 元年10月29日：後漢の献帝から禅譲を受けて文帝即位。
- 7年5月：文帝崩御、明帝曹叡即位。

## 西暦・干支との対照表
| 黄初 | 元年  | 2年   | 3年   | 4年   | 5年   | 6年   | 7年   |
| 西暦 | 220年 | 221年 | 222年 | 223年 | 224年 | 225年 | 226年 |
| 干支 | 庚子  | 辛丑  | 壬寅  | 癸卯  | 甲辰  | 乙巳  | 丙午  |

## 他元号との対照表
| 黄初 | 元年   | 2年           | 3年           | 4年          | 5年   | 6年   | 7年   |
| 蜀   | 建安25 | 建安26 章武元 | 章武2         | 章武3 建興元 | 建興2 | 建興3 | 建興4 |
| 呉   | 建安25 | 建安26        | 建安27 黄武元 | 黄武2        | 黄武3 | 黄武4 | 黄武5 |